# Matilde di Shabran
Matilde di Shabran és una òpera en dos actes composta per Gioachino Rossini sobre un llibret italià de Jacopo Ferretti, basat en Euphrosine et Coradin, ou Le tyran corrigé de François-Benoît Hoffman. S'estrenà al Teatro Apollo de Roma el 24 de febrer de 1821. Curiosament, Paganini la va dirigir, amb una durada més llarga i certs afegits que posteriorment van ser eliminats per Rossini. L'estrena va anar seguida d'una baralla al carrer "entre els admiradors de Rossini i els seus detractors".
És l'última òpera italiana de Rossini en el gènere semiserio, tot i que va ser originalment pensada com un melodramma giocoso i va tenir una gestació molt peculiar. S'hi barregen diverses línies argumentals. Per un costat el conflicte entre una jove promesa a un vell rondinaire, però enamorada d'un jove ben plantat. Per una altra banda, també hi trobem la més romàntica història de la lluita contra la tirania del vell duc Corradino, que ha empresonat injustament a Edoardo, fill del seu antic enemic Raimondo.

## Origen i context

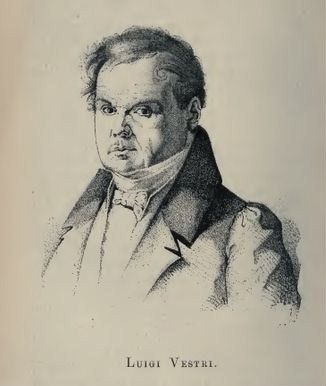
Luigi Vestri, l'empresari de l'Apollo que li va encarregar aquesta òpera

Després de l'estrena de Maometto secondo el 3 de desembre de 1820 a Nàpols, Rossini es desplaça a Roma, on havia estat contractat per l'actor i empresari Luigi Vestri del Teatro Apollo per escriure una nova obra per obrir la temporada de Carnaval el 26 de desembre. A mitjans de desembre de 1820, Rossini encara no havia rebut el primer acte de la nova òpera que ja havia començat a compondre a Nàpols. Aquesta òpera es basava en l'obra Mathilde, escrita per Jacques Marie Boutet de Monvel l'any 1799. No obstant, Rossini va considerar que els versos eren massa rígids i, a més, va creure que la trama no passaria la censura. A causa de la manca de temps, Rossini va confiar en el seu amic Jacopo Ferretti, el qual havia escrit el llibret de La cenerentola. Ferretti va reprendre un dels seus antics llibrets no utilitzats, titulat Corradino el Terrible, i el va revisar completament, canviant, entre altres coses, els noms dels protagonistes, ja que el títol de l'òpera ja s'havia anunciat. La història ja havia estat composta per Stefano Pavesi sobre un llibret de Gaetano Rossi i s'havia estrenat amb el nom Il trionfo della bella a Venècia el 1808.

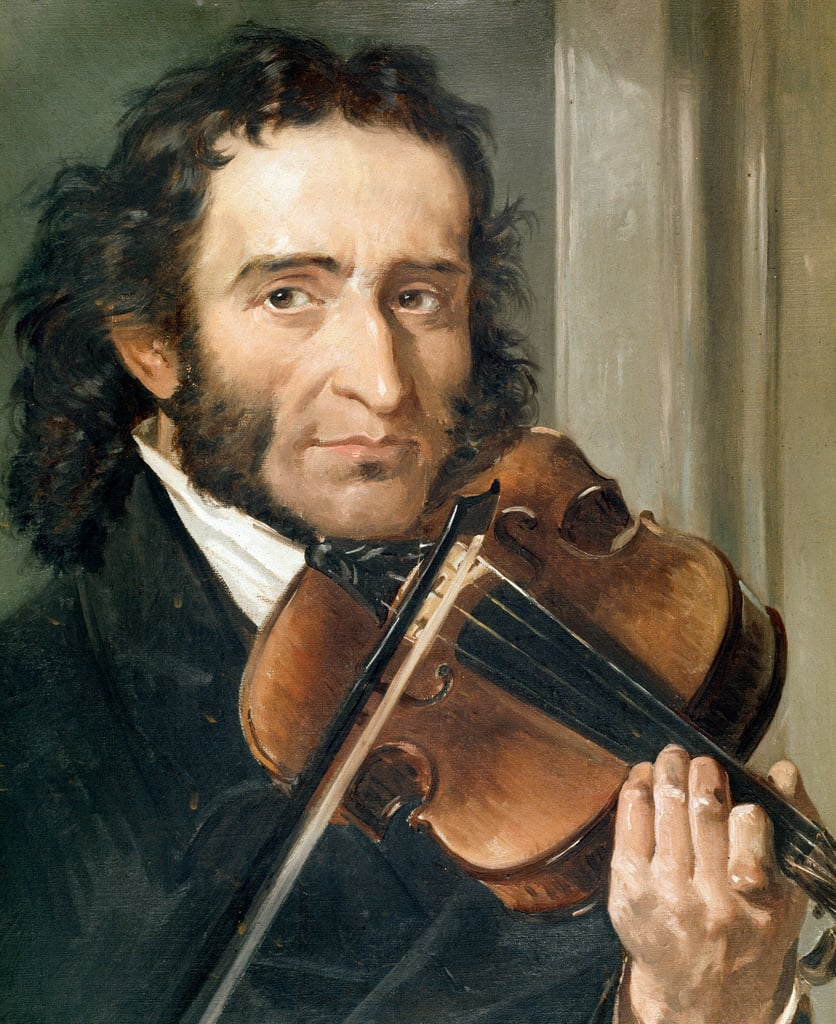
El virtuós violinista Niccolò Paganini va assistir als darrers assajos i va dirigir l'estrena

L'estrena de Matilde es va ajornar fins al final de la temporada, per permetre que tant el llibretista com el compositor poguessin completar l'obra. Tot i així, Rossini va haver de recórrer a la reutilització d'algunes de les seves composicions anteriors, incloent peces de Ricciardo e Zoraide, Ermione i Eduardo e Cristina. També va comptar amb l'ajuda del jove compositor Giovanni Pacini per a tres dels números. La recepció crítica no va ser gens favorable, ja que es va considerar que el llibret, un dels més llargs de Rossini, era massa repetitiu, poc refinat i excessivament extens.
Durant els assajos van sorgir diversos contratemps, sent el més greu l'atac d'apoplexia que va patir Giovanni Bollo, el director de l'orquestra, just el dia de l'assaig general. Afortunadament, aquells dies es trobava a Roma el famós violinista Niccolò Paganini, un gran amic de Rossini, qui va accedir de bon grat a ajudar-lo, fent de primer violí. Paganini va mostrar el seu talent extraordinari durant aquests assajos, improvisant variacions genials en cada peça que van deixar impressionats la resta de músics.

## Versions
Existeixen tres versions autèntiques de Matilde di Shabran. La versió de Roma (24 de febrer de 1821); la versió de Nàpols (11 de novembre de 1821), i la versió de Viena (7 de maig de 1822). És poc probable que Rossini participés directament en la representació del 15 d'octubre de 1821 que va tenir lloc a París.

## Representacions
Després de la recepció mixta de l'estrena, les actuacions van continuar al Teatre Apollo fins al final de la temporada, i Matilde di Shabran va recórrer altres ciutats italianes. L'òpera sembla haver estat popular, amb presentacions a Europa (Londres el 3 de juliol de 1823) i Nova York (10 de febrer de 1834). Tanmateix, a part d'una posada en escena de 1892 a Florència, no es va tornar a posar en escena fins al 1974 a Gènova. Aquesta actuació de 1974 va utilitzar la versió romana. La versió romana també es va utilitzar en una actuació de Matilde di Shabran com a oratori a París el 1981. Una versió revisada de la partitura es va presentar al Rossini Opera Festival de Pesaro el 1996, 2004 i 2012, així com a la Royal Opera de Londres el 2008; aquestes tres presentacions han utilitzat la versió napolitana; Juan Diego Flórez va cantar el paper de Corradino cada vegada. Una actuació de 1998 al Rossini in Wildbad Belcanto Opera Festival va utilitzar la versió vienesa.

## Argument
Lloc: En i al voltant del castell gòtic de Corradino, a Espanya
Temps: Edat Mitjana

### Acte I

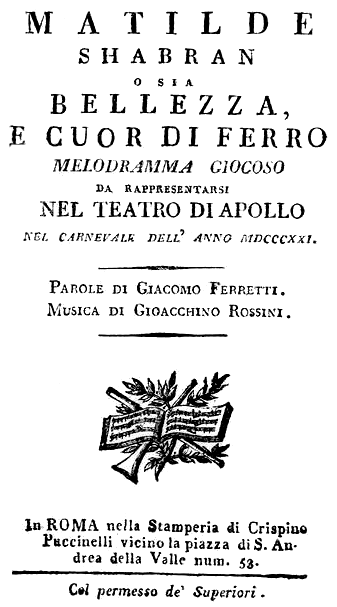
Portada del llibret de Roma de 1821

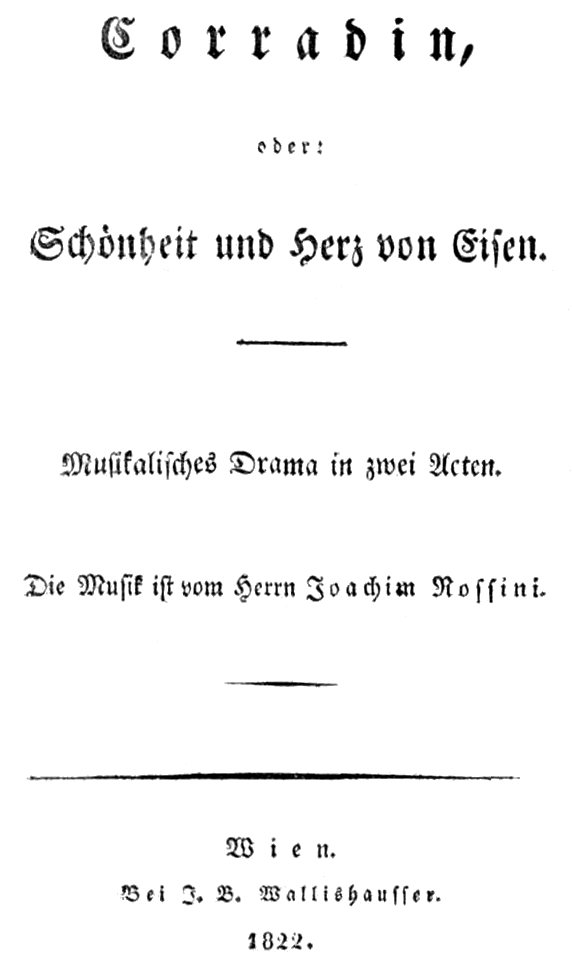
Portada del llibret de Viena de 1822

Corradino és un noble de caràcter misogin i xenòfob i de pèssim humor. Uns camperols, liderats per Egoldo diuen que cal obeir al noble per evitar dificultats. Arriba Isidor, un despreocupat poeta que no aconsegueix avançar en la composició que està dedicant a una dama.
Ginardo, el vigilant de la presó del castell recomana a Isidoro que se'n vagi, ja que a Corradino no li agraden els estrangers, però Corradino apareix abans que Isidoro pugui anar-se'n. Per guanyar-se la seva confiança Isidor li parla de dones sense conèixer el caràcter misogin del noble. L'enuig de Corradino és tan gran que Isidoro tem ser decapitat i fa el possible per guanyar-se al senyor. Apareix el metge Aliprando que intercedeix per la vida d'Isidoro, que resulta nomenat historiador personal de Corradino.
Aliprando comunica a Corradino la imminent arribada de Matilde, la filla del famós guerrer Shabran que havia mort en una recent batalla i per a qui Corradino professava admiració. En record d'aquesta admiració, Corradino disposa una bona acollida per Matilde. Ginardo li comunica que el presoner Edoardo López, fill del cap dels enemics, està molt deprimit en la seva cel·la. Corradino li ordena que l'hi porti per veure si per fi el reconeix com a vencedor a canvi de deixar-lo anar, però Edoardo no cedeix a aquest deshonor i és conduït novament a presó.
Arriba Matilde al costat d'Aliprando. Matilde és astuta i maneja a Corradino. Es presenta Ginardo i li diu a Aliprando que la comtessa d'Arco, promesa de Corradino, s'ha assabentat de l'arribada de Matilde. Com que no està disposada a perdre al seu promès decideix fer el possible per fer-la fora. Matilde es defensa amb enginy. Corradino acudeix alarmat per la discussió entre les dues dones. Corradino sembla seduït per Matilde, però finalment li demana que es disculpi per l'afront a la comtessa. Matilde afirma que és ell qui ha de disculpar-se.
Corradino es pregunta per què el seu cor batega tan ràpid. Aliprando ho diagnostica com a mal d'amor, que és el terror de tot mortal i no té remei. Entra Isidoro i parlen d'un sonet i de literatura. Arriba Matilde, i Corradino acaba declarant-li el seu amor per a sorpresa d'Isidoro i Ginardo. Aliprando es presenta per dir que les tropes de Raimondo López, pare del presoner Edoardo, presentaran batalla contra les de Corradino. Corradino ordena al capità Rodrigo contraatacar en presència d'Edoardo. Mentrestant, la comtessa dissenya la seva venjança contra Matilde. Isidoro està emocionat pels episodis que podrà narrar com a historiador.

### Acte II
Raimondo López ha perdut la batalla. Corradino ha guanyat fama i Isidoro ha estat nomenat poeta oficial de la cort. Edoardo aconsegueix escapar davant la confusió originada per la batalla. Està molt entristit pel resultat del combat, però es reconforta en sentir la veu del seu pare. Corradino els sorprèn i repta a Raimondo a un duel a l'alba. En el diàleg, Edoardo li diu que va aconseguir escapar gràcies a l'ajuda de Matilde. Corradino, indignat, desitja castigar-la per la seva traïció, i Edoardo tem per ella, però el tranquil·litza el seu pare.
Mentrestant, la comtessa d'Arco assaboreix la seva venjança. Va ser ella qui va subornar al guàrdia que custodiava a Edoardo i li va ordenar que en alliberar-la li expliqués que havia estat Matilde la qual li va procurar la llibertat. Així, Corradino la menysprearia i la castigaria. Arriben Matilde i Isidoro, però la hipòcrita comtessa els entabana. Els explica el comportament heroic de Corradino en la batalla, aixecant la seva admiració. Entra en escena Corradino enfadat, comptant que Edoardo s'ha fugat, i pregunta a Matilde què en sap d'això. Matilde manifesta la seva innocència, però oportunament el capità Rodrigo apareix amb una carta d'agraïment de l'enganyat Edoardo en la qual li agraeix l'ajuda per escapolir-se. Corradino ordena que Matilde sigui executada, sense deixar-se estovar per Aliprando, Ginardo i Isidoro. Mana a aquest últim que llanci a la jove per unes cataractes pròximes, amb la consegüent satisfacció de la comtessa. Corradino queda sol. Hi van els camperols, assabentats de la notícia, a pregar també per Matilde, rebent la negativa i amenaces del noble.
Isidoro torna afirmant que ha complert l'ordre i quan és interrogat detalla els detalls dels esdeveniments per demostrar-ho. Llavors torna Edoardo amb el soldat que el va ajudar a escapar i que ha confessat la trama de la comtessa. Aquesta, al sentir-lo, fuig, i tots queden apesarats per la trista i injust final de Matilde.
Matilde, que no ha mort perquè el seu botxí va ser incapaç de consumar la sentència, se cita amb Isidoro. Edoardo s'aproxima on Matilde s'anava a reunir amb Isidoro. També arriba Corradino, amb ànim de suïcidar-se, seguit de Raimondo, Ginardo i Aliprando que intenten fer-lo claudicar de la seva intenció. Isidoro, que ho està veient, s'uneix a ells. Corradino desisteix quan veu a Matilde sortir amb Edoardo. Li demana perdó i aquesta demana clemència per a la comtessa, argumentant que prou patiment tindrà amb el menyspreu del món i amb la gelosia que li causarà les noces de Corradino i Matilde. Encarreguen a Isidoro un sonet per a les núpcies i l'obra finalitza entre la felicitat general.

## Estructura

### Versió de Roma
- Simfonia

#### Acte I
- 1 Introducció Zitti zitti, nessun qui v'è' (Cor, Egoldo, Ginardo)
- 2 Cavatina Intanto Erminia fra le ombrose piante (Isidoro)
- 3 Quartet Alma rea! Perché t'involi? (Corradino, Isidoro, Ginardo, Aliprando)
- 4 Cavatina Piange il mio ciglio, è vero (Edoardo)
- 5 Duet Di capricci, di smorfiette (Matilde, Aliprando)
- 6 Quintet Questa è la dea? Che aria! (Contessa, Matilde, Aliprando, Ginardo, Corradino)
- 7 Cor i cavatina Giove un dì, fremendo in collera (Aliprando)
- 8 Final primer Ah capisco, non parlate (Matilde, Corradino, Isidoro, Ginardo, Aliprando, Edoardo, Rodrigo, Contessa, Cor)

#### Acte II
- 9 Introducció Settecento ottanta mila (Isidoro, Cor, Ginardo)
- 10 Cavatina Sarai contenta alfine, revolubil fortuna! (Raimondo)
- 11 Trio Deh, serena il mesto ciglio (Edoardo, Raimondo, Corradino)
- 12 Sextet È palese il tradimento (Corradino, Matilde, Contessa, Aliprando, Isidoro, Ginardo)
- 13 Duet No, Matilde, non morrai (Edoardo, Matilde)
- 14 Cavatina Parmi ascoltar la voce (Corradino)
- 14 Rondó Ami alfine? E chi non ama? (Matilde, Cor)

### Versió de Nàpols
- Simfonia

#### Acte I
- 1 Introducció Zitti, nessun qui v'è (Cor, Egoldo, Ginardo)
- 2 Cavatina Intanto Armenia 'nfra l'ombrose piante (Isidoro)
- 3 Quartet Alma rea! Perché t'involi? (Corradino, Isidoro, Ginardo, Aliprando)
- 4 Cavatina Piange il mio ciglio, è vero (Edoardo)
- 5 Duet Di capricci, di smorfiette (Matilde, Aliprando)
- 6 Quintet Questa è la dea? Che aria! (Contessa, Matilde, Aliprando, Ginardo, Corradino)
- 7 Final primer Ah capisco, non parlate! (Matilde, Corradino, Isidoro, Ginardo, Aliprando, Edoardo, Rodrigo, Contessa, Cor)

#### Acte II
- 8 Introducció Di Corradino il nome (Cor, Isidoro)
- 9 Cavatina Sazia tu fossi alfine, revolubil fortuna! (Edoardo)
- 10 Sextet È palese il tradimento (Corradino, Matilde, Contessa, Aliprando, Isidoro, Ginardo)
- 11 Cor Mandare a morte quella meschina?
- 12 Duet Da cento smanie e cento (Corradino, Edoardo)
- 13 Rondó Ami alfine? E chi non ama? (Matilde, Cor)[14]

## Enregistraments
| Any  | Cast (Matilde di Shabran, Edoardo, Contessa d'Arco, Corradino Cuor di Ferro) | Conductor, Teatre d'òpera i orquestra | Segell                            |
| ---- | ---------------------------------------------------------------------------- | --- | --------------------------------- |
| 2004 | Annick Massis, Hadar Halevy, Chiara Chialli, Juan Diego Flórez               | Riccardo Frizza, Orquesta Sinfónica de Galícia i el Prague Chamber Choir (Enregistrament d'una actuació al Rossini Opera Festival, Teatro Rossini, Pesaro, 8 d'agost) | Àudio CD: Decca Cat: 475 7688     |
| 2012 | Olga Peretyatko, Anna Goryachova, Chiara Chialli, Juan Diego Flórez          | Michele Mariotti, Orquestra i cor del Teatro Comunale di Bologna (Gravació de vídeo d'una actuació (o d'actuacions) al Rossini Opera Festival, Pesaro, agost)         | DVD: Decca Classics Cat: 074 3813 |